# Calliteara nesiotes
Calliteara nesiotes är en fjärilsart som beskrevs av Felix Bryk 1942. Calliteara nesiotes ingår i släktet harfotsspinnare, och familjen tofsspinnare. Inga underarter finns listade i Catalogue of Life.